# Francesco Bracciolini
Francesco Bracciolini (Pistoia, 26 novembre 1566 – Pistoia, 31 agosto 1645) è stato un poeta italiano.

## Biografia
Francesco Bracciolini nacque a Pistoia il 26 novembre 1566 da una famiglia nobile. Per volere del padre, attese a studi giuridici.
Trasferitosi a Firenze (1586), fu ascritto all'Accademia Fiorentina insieme a Jacopo Mazzoni e Francesco Patrizi, dedicandosi agli studi poetici. A Firenze strinse amicizia con Maffeo Barberini, il futuro Urbano VIII, che doveva più tardi essere il suo più valido protettore; e nelle dotte adunanze dell'Accademia, come in quelle che si tenevano in casa di Giambattista Strozzi, lesse sonetti, canzoni, stanze rusticali, una favola pastorale, dandone più tardi a luce alcuni saggi (L'amoroso sdegno, favola pastorale, con l'aggiunta di alcune rime, Milano 1597).
Verso il 1590, volendo tentar la fortuna, andò a Roma, e poco dopo a Napoli, al servizio dei principi di Sulmona; quindi a Genova, dove conobbe il Chiabrera, di nuovo a Roma, infine a Milano, al seguito del cardinale Federico Borromeo, creato (1595) arcivescovo di quella città. Rimase a Milano sei anni, dopo i quali tornò a Roma, dove entrò in qualità di segretario al servizio di Maffeo Barberini, che, conoscendo già le doti poetiche del Bracciolini, lo spronò a portare a termine quel poema sul riacquisto della Croce dalle mani dei Persiani per opera di Eraclio, al quale lavorava da tempo, e del quale era viva l'attesa. Nella Croce racquistata è presente anche l'intento encomiastico di glorificare la famiglia Medici, presentando l'eroina Erinta, figlia di Eraclio, come l'antenata della dinastia, che può così far risalire la sua genealogia alla famiglia imperiale.
Nel 1601 seguì il suo padrone, andato nunzio in Francia, dove nel 1605 pubblicò i primi quindici libri Della Croce racquistata, poema heroico; ma non appena terminata la stampa, abbandonò il Barberini e tornò in Italia, temendo che, con la morte di Clemente VIII, la stella di lui fosse tramontata, mentre l'anno dopo il Barberini fu creato cardinale. E di questa sua decisione ebbero a malignare i contemporanei, specialmente il Tassoni, che lo derise in un'ottava assai nota.
Ridottosi a Pistoia a vita privata, vi rimase lunghi anni, fino a quando cioè, eletto papa il Barberini, corse a raggiungerlo. Nel periodo degli ozi pistoiesi attese con fervore agli studi poetici: portò a compimento la Croce racquistata, da lui data a luce in trentacinque libri a Venezia nel 1611; scrisse tragedie (Evandro, Firenze 1612; Arpalice, ivi 1613; Pentesilea, ivi 1617), e altri drammi, recentemente pubblicati, e specialmente un poema eroicomico (Dello scherno degli Dei, Firenze 1618), per cui sorse in quegli anni e si protrasse anche in seguito viva polemica per stabilire se a lui o al Tassoni spettasse il vanto di aver dato per il primo alla letteratura italiana tale nuovo genere. Questione tuttavia vana, in quanto, come nota il Barbi, l'eroicomico braccioliniano non era un genere nuovo, ma derivava naturalmente dal poemetto giocoso del Cinquecento, dal quale differisce per estensione, non per natura. Quanto alla scelta dell'argomento, pur ricordando l'influenza certamente esercitata dal concilio degli Dei della Secchia, la messa in burla della letteratura mitologia è parte della crescente reazione al crescente diffusione del mito classico nelle arti, di lì a poco culminata con la pubblicazione dell'Adone marinano.
A Roma fu bene accolto da Urbano VIII, che gli concesse onori e privilegi, fra cui quello di "metter nell'arme de' Bracciolini quella del pontefice, consistente in tre api, e di chiamarsi Bracciolini dell'Api"; e lo assegnò al servizio del cardinale Antonio Barberini, che il Bracciolini accompagnò a Senigallia, quando v'andò come vescovo (1627). Come tributo di gratitudine, il Bracciolini pubblicò nel 1628 il poema: L'Elettione di Urbano Papa VIII, che gli diede modo di tornare alla corte pontificia; e a Roma scrisse altri drammi (Monserrato, 1629; Ero e Leandro, 1630) e poemi (La Roccella espugnata, 1630; La Bulgheria convertita, 1637), oltre a liriche, prose, ecc.
Spentosi nel 1644 il suo protettore, tornò nella sua città natale, dove morì il 31 agosto 1645.

## Opere
- Croce racquistata, Venezia, appresso Bernardo Giunti, Gio. Battista Ciotti, & compagni, 1611.
- L'Evandro, Tragedia, Firenze, appresso i Giunti, 1612.
- L'Harpalice, tragedia, Firenze, Appresso Giandonato e Bernardino Giunti e compagni, 1613.
- Dello scherno degli Dei, Firenze, appresso Paolo Guerigli, 1618.
- L'elettione di Urbano Papa VIII, Roma, s.n.t., 1628.
- La Roccella espugnata, Roma, Giacomo Mascardi, 1630.
- La Bulgheria convertita, Roma, Giacomo Mascardi, 1637.